# Liste der Ordensgemeinschaften
Eine Erläuterung des Begriffes findet sich unter Ordensgemeinschaft.

## Römisch-katholischeOrden und Kongregationen
Angesichts der großen Anzahl katholischer Orden und Kongregationen – kirchenrechtlich als Institute des geweihten Lebens bezeichnet – scheint es sinnvoll, diese in Männer- und Frauenorden zu unterteilen. Hierbei kann man auch noch, so wie es die römisch-katholische Kirche selbst tut, nach Tätigkeiten trennen.
- Liste der katholischen Männerorden
- Liste der katholischen Frauenorden
- Orden nach den lateinischen Kürzeln

## OrthodoxeOrden
(Aus römisch-katholischer Sicht; aus orthodoxer Sicht gibt es keine Orden.)
- Basilianer
  - Unierte Basilianer ("Vereinigte Basilianer")
- Pauliner
- Antoniter-Orden
- Syrisch-katholische Orden

## AltorientalischeOrden
- Koptische Orden
- Armenische Orden

## Evangelische Orden
Liste evangelischer Kommunitäten
Johanniterorden
Evangelische Michaelsbruderschaft

## Ökumenische Ordensgemeinschaften
- Communauté de Taizé
- Orden von Port Royal

## Ritterorden
- Templerorden
- Malteserorden
- Deutscher Orden (auch: Deutschritterorden)
- Christusorden (auch: Orden der Christusritter)
- Ritterorden von Avis
- Mercedarierorden
- Lazarusorden
- Johanniterorden
- St. Georgs-Orden (Österreich)
- Ritterorden vom Heiligen Grab zu Jerusalem
- Religiöser und Militärischer Constantinischer St.-Georgs-Orden (Sacred Military Constantinian Order of Saint George)

(zu weltlichen Ritterorden siehe Ritterbund)

## Islamische Sufiorden (Tariqas)
Ab dem 12. Jahrhundert entstanden innerhalb der islamischen Mystik (Sufismus) hunderte von Ordensgemeinschaften, sogenannte Tariqas; siehe auch: Liste der Sufi-Orden.

## Buddhistische Orden

### Theravada und Mahayana
siehe "Mönchstum" unter Buddhismus.

### Vajrayana (Tantrischer Buddhismus)

#### Orden des Tibetischen Buddhismus (Vajrayana)
- Nyingma
- Kagyü
- Sakya
- Gelug

#### Orden des Tibetischen Schamanismus
- Bön

#### Orden des chinesischen Vajrayana
- Mi-tsung

#### Orden des japanischen Vajrayana
- Shingon-shū

## Hinduistische Orden
- Hinduistische Orden

## Heidnische und (Neo)druidische Orden

### Heidnische Orden
Die hier aufgeführten Neodruidenorden und andere heidnische Ordensgemeinschaften haben zumindest in Deutschland oder International mehrere Referenzen und sind aufgrund ihrer Außenwirkung und/oder Öffentlichkeitsarbeit in Presse/TV und Internet bekannt und verfügen im heidnisch/christlichen Umfeld über eine gewisse Relevanz.

### (Neo)druidische Orden
- ADO (auch Anglesey Druid Order)
- Avalonorden des roten Drachen e.V. Gemeinnütziger Verein für altes Handwerk, überliefertes Brauchtum und Naturschutz
- BDO (auch British Druid Order)
- Comardia Druvidiacta (bretonischer / franz. Druidenorden)
- Dair Álainn (Orden der schönen Eiche)[1]
- Goldenoak
- Orden der Barden, Ovaten und Druiden
- OWO (Orden) (auch Order of whiteoak - Internationaler Orden)

## Humanistische Orden
- Deutscher Druiden-Orden VAOD (auch DDO)

## Sonstige Orden
- Freimaurerorden
- Alter Mystischer Ordo Rosæ Crucis
- Antonianer